# RS-423
RS/EIA/TIA-423 — стандарт последовательной передачи данных. Он определяется как несбалансированный (несимметричный) интерфейс (подобный RS-232) с одиночным однонаправленным драйвером для отправки и позволяет иметь до 10 получателей (подобных EIA-422). Это, как правило, осуществляется в технологии интегральной схемы, а также может быть использовано для обмена последовательными двоичными сигналами между DTE и DCE. Здесь нет общей цоколёвки для RS-423. В компьютере BBC Micro использовался 5-контактный соединительный шнур. DEC широко использовали его с модифицированным модульным разъёмом. Такое иногда называли «DEC-423».
Использование общей «земли» является одним из недостатков RS-423 (и RS-232): если устройства расположены на достаточно большом расстоянии друг от друга или на отдельных питающих системах, то «земля» между ними будет уменьшаться и связь нарушается, а состояние соединения при этом довольно сложно прослеживается. В этом отношении сбалансированные последовательные соединения USB, RS-422 и RS-485 лучше, а соединение ethernet по витой паре ещё лучше, так как обеспечивается гальваническая развязка сигнала с помощью трансформатора.